# Sân bay Shimojishima
Sân bay Shimojishima (下地島空港 Shimojishima Kūkō, (IATA: SHI, ICAO: RORS)) là một sân bay ở đảo Shimojishima, Miyakojima, tỉnh Okinawa, Nhật Bản.
Sân bay do tỉnh này vận hành, là sân bay cấp 3 Nhật Bản. Sân bay này vốn được sử dụng cho các chuyến bay tập huấn (training) của các hãng hàng không như All Nippon Airways, Japan Airlines.
Ngày 22 tháng 7 năm 1994 Japan Transocean Air đã ngưng cung cấp dịch vụ bay tại sân bay này. Trong vòng 25 năm qua, chưa có một chuyến bay thương mại nào khai thác tại sân bay này.  Tháng 10 năm 2017, tập đoàn Mitsubishi Estate đã tiến hành xây dựng nhà ga mới cho sân bay này. Công trình hoàn thành vào ngày 30 tháng 3 năm 2019, nhà ga khánh thành với chuyến bay đầu tiên của Jetstar Japan từ Sân bay quốc tế Narita